# Luna Paiano
Luna Paiano (Berna, 1º gennaio 2006) è un'attrice svizzera.

## Biografia
Luna Paiano è nata il 1º gennaio 2006 a Berna, da genitori di origine italiana.  Ha interpretato diverse commedie a teatro.
Dopo un'apparizione in un episodio del thriller televisivo Der Bestatter, ha interpretato il personaggio di Evi Moll nel film Papa Moll und die Entführung des fliegenden Hundes. Nel 2019 ha interpretato il ruolo di Ari nel film Windstorm 4 - Il vento sta cambiando. Nel 2021 ha ripreso il ruolo nel film Windstorm 5 - Uniti per sempre.

## Filmografia

### Cinema
- Mr. Moll e la fabbrica di cioccolato (Papa Moll und die Entführung des fliegenden Hundes), regia di Manuel Flurin Hendry (2017)

### Televisione
- Der Bestatter – serie TV, episodio 5×02 Wer zuletzt lacht (2017)
- Windstorm 4 - Il vento sta cambiando (Ostwind – Aris Ankunft) – film TV (2019)
- Windstorm 5 - Uniti per sempre (Ostwind – Der große Orkan) – film TV (2021)